# جون كاروثرز
جون كاروثرز (بالإنجليزية: John Carruthers)‏ هو اقتصادي ومهندس نيوزيلندي، ولد في 21 يونيو 1836، وتوفي في 2 سبتمبر 1914.